# Talorgan Ier
Talorg ou Talorgan ou Talorcen mac Enfert est roi des Pictes de 653 à 657.

## Biographie
Le fils aîné du roi Æthelfrith de Northumbrie (593-617), Eanfrith, futur roi de Bernicie (633-634), fut exilé chez les Pictes et les Scots avec ses demi-frères Oswiu et Oswald pendant le règne de l’usurpateur Edwin (617-633) dans le royaume paternel. 
L’aîné, dont la mère Bebba était peut être une Picte ou une Bretonne, aurait alors épousé une princesse picte, peut être une sœur des rois Gartnait mac Wid, Brude mac Wid et Talorg mac Wid. Leur fils Talorgan mac Ainfrith, qui se trouvait donc être également le neveu des deux puissants rois Oswald (634-641) et Oswiu (641-670), fut placé sur le trône en 654 vraisemblablement sous l’influence d’Oswiu qui manifestait ainsi sa volonté d’assujettir les Pictes après avoir réduit les royaumes brittoniques du nord.
Les manuscrits de la Chronique Picte accordent à Talorgan mac Enfert un règne de 4 ans sur lequel les annales irlandaises relèvent laconiquement :
- 654 : La bataille de Raith Ethairt dans laquelle Dúnchad mac Conaing et Congal mac Ronain (?) furent tués par Tolartach mac Anfrait[3] ;
- 657 : Mort de Talorgan mac Ainfrith roi des Pictes[4].